# Шотландский и североирландский йоменский полк
Шотландский и североирландский йоменский полк — резервный лёгкий кавалерийский полк британской армии, сформированный в 2014 году. Создан в результате реорганизации Резерва армии. В оперативном отношении он объединён с Королевским шотландским гвардейским полком (SCOTS DG), базирующимся на военной базе Лейчарс (Лючарс) в Файфе. Эскадроны полка дислоцируются по всей Шотландии и Северной Ирландии.

## История
В июле 2013 г. было объявлено, что Королевский мерсийский и ланкастерский йоменский полк будет реорганизован в соответствии с планом «Армия 2020». В результате 31 октября 2014 г. из полкового штаба (RHQ) Королевского мерсийского и ланкастерского йоменского полка и трёх эскадронов Собственного Её Величества йоменского полка был сформирован новый полк. В этот новый полк также вошёл Лотианский и пограничный конный полк, который вскоре после этого должен был быть переформирован. По состоянию на октябрь 2021 г. в его состав входят:
- Полковой штаб (Редфордские казармы, Эдинбург)
- Эскадрон A (Эрширский (собственный графа Каррика) йоменский) (Эр)[5][6]
- Эскадрон B (Североирландский конный) (Белфаст и Колрейн)[7]
- Эскадрон C (Файфский и форфарский йоменский/шотландский конный) (Купар)[8]
- Эскадрон E (Лотианский и пограничный конный) (Редфордские казармы, Эдинбург)[9] — выполняет функции эскадрона командования и поддержки.[10]

В соответствии со Стратегическим обзором обороны и безопасности (SDSR) 2020 года полк стал парным с Королевским шотландским драгунским гвардейским полком в качестве лёгкой кавалерии. Полк оснащён, в основном, разведывательной машиной Jackal, недавно переоборудованной из RWIMIK. Ранее полк находился в подчинении 51-й пехотной бригады, но в настоящее время подчиняется 19-й бригаде 1-й дивизии и является единственным резервным бронетанковым подразделением армии в Шотландии и Северной Ирландии.
В 2018 году Фрэнк Росс, лорд-провост Эдинбурга, вручил полку первый полковой гидон (знамя) от имени государя.

## Рекрутинг
В полк набирают солдат из следующих шотландских округов: Ланаркшир, Лотиан, Ангус и Айршир, а также из Северной Ирландии.

## Преемственность
| 1908 Реформы Холдейна                                             | 1957 Белая книга по обороне                             | 1966 Белая книга по обороне                          | 1992 Варианты изменений                           | 1998 Стратегический обзор состояния обороны          | 2012 Армия 2020 |
| ----------------------------------------------------------------- | ------------------------------------------------------- | ---------------------------------------------------- | ------------------------------------------------- | ---------------------------------------------------- | --------------- |
| Эрширский (собственный графа Каррика) йоменский полк              | Эрширский (собственный графа Каррика) йоменский полк    | Эскадрон A, Собственный Её Величества йоменский полк | Эскадрон A, Шотландский йоменский полк            | Эскадрон A, Собственный Её Величества йоменский полк | Эскадрон A      |
| Североирландский конный полк                                      | Североирландский конный полк                            | Эскадрон D, Королевский йоменский полк               | Североирландский конный полк (отдельный эскадрон) | Эскадрон B, Собственный Её Величества йоменский полк | Эскадрон B      |
| Файфский и форфарский йоменский полк                              | Файфский и форфарский йоменский/шотландский конный полк |                                                      | Эскадрон C, Шотландский йоменский полк            | Эскадрон C, Собственный Её Величества йоменский полк | Эскадрон C      |
| Шотландский конный полк                                           | Файфский и форфарский йоменский/шотландский конный полк |                                                      | Эскадрон C, Шотландский йоменский полк            | Эскадрон C, Собственный Её Величества йоменский полк | Эскадрон C      |
| Лотианский и пограничный конный полк                              | Собственный Её Величества лоулендский йоменский полк    |                                                      | Штабной эскадрон, Шотландский йоменский полк      |                                                      | Эскадрон E      |
| Ланаркширский йоменский полк                                      | Собственный Её Величества лоулендский йоменский полк    | Эскадрон B, Шотландский йоменский полк               | Эскадрон B, Шотландский йоменский полк            |                                                      |                 |
| Собственный Её Величества королевский глазгианский йоменский полк | Собственный Её Величества лоулендский йоменский полк    | Эскадрон B, Шотландский йоменский полк               | Эскадрон B, Шотландский йоменский полк            |                                                      |                 |